# Осипов, Артур Станиславович
Артур Станиславович Осипов (род. 24 марта 1989, Мичуринск, Тамбовская область, СССР) — российский боксёр-профессионал, выступающий в средней и во второй средней весовых категориях. Мастер спорта России (2011), победитель ЦФО 2011 и 2012 годов, многократный победитель Тамбовской области, победитель многих турниров класса «А», неоднократно признавался лучшим боксёром турнира и удостаивался призом за лучшую технику в любителях. Бывший чемпион России (2016—2018) среди профессионалов и чемпион СНГ (2016) в среднем весе.

## Биография
Артур рос в многодетной семье (7 детей) без отца.
В 2015 году получил высшее образование, закончив МГГУ (Московский государственный горный университет) (сегодня — Горный институт НИТУ «МИСиС») и получил профессию — горный электро-механик.
С 2015 года вошёл в историю Тамбовской области как первый профессиональный боксёр.

## Любительская карьера
Артура с детства приучали к боксу отчим и старший брат (с которым он, кстати, ведет свою профессиональную карьеру), но его больше интересовал футбол. Поэтому более серьёзно именно к боксу Артур подошёл только к 20 годам.
С 2004 года начал заниматься у Мелихова Евгения Васильевича в «Доме пионеров».
В 2010 году получил звание КМС, а в 2011 выполнил МС РФ.
С 2012 по 2014 годы тренировался в Москве, там же, где и учился (в МГГУ), затем снова вернулся в родной город.

## Профессиональная карьера
Летом 2015 года поступило предложение выступить на профессиональном ринге.
27 августа 2015 года был показательный бой, где он одержал победу, после чего начинающая российская промоутерская компания предложила контракт на 3 года.
Первый официальный профессиональный бой (2015 год)
27 ноября 2015 год: Артур Осипов против Андрея Томащука (Воронеж).
- Бой состоялся в Воронеже, и закончился победой.

26 декабря 2015 год: Артур Осипов против Дмитрия Тертышникова (Липецк).
- Второй бой был в Тамбове, вошедший в историю, как первый профессиональный бой в области. Вторая победа в списке Артура.

27 февраля 2016 год: Артур Осипов против Дениса Кригера (Гамбург, Германия).
Третий бой провёл уже с более значимым соперником — Денисом Кригером, имеющим за плечами список 12-2-2-7КО. Третья победа состоялась на Воронежском шоу.
1 апреля 2016 год: Артур Осипов против Максима Чемезова (Самара).
Четвёртый бой был самым значимым на тот момент — бой за титул чемпиона России. Поединок состоялся на территории противника — в городе Тольятти. Максим был опасен для Артура, так как имел профессиональный рекорд 14-1-1-4КО и являлся фаворитом в данном бое. Но Артур одержал уверенную победу. Сначала отправил соперника в нокдаун в первом раунде левым боковым, а во втором уже в нокаут правым прямым и забрал свой первый пояс. Это была четвёртая победа и первый нокаут.
5 мая 2016 год: Артур Осипов против Алексея Мокшина (Нововоронеж).
Пятая победа закончилась досрочно.
22 мая 2016 год: Артур Осипов против Руслана Семёнова (Грузия).
Шестой бой Артур провёл тоже в Тамбове, с «Тайсоном», имеющим на счету 34 боя. Он был отправлен в нокдаун в 5 раунде.
12 июня 2016 год: Артур Осипов против Чарлан Такама (Камерун).
Седьмой бой провел с братом именитого Карлоса Такама в Горицах (Липецк). Бой закончился в пользу Артура точным ударом в печень во 2 раунде.
13 августа 2016 год: Артур Осипов против Изаат Ибрагимов (Узбекистан).
Восьмой бой снова закончился для него победой. В конце 6 раунда рефери остановил бой, но затем продолжил, чего нельзя был делать по правилам, тем самым отобрав у Артура ещё один нокаут.
28 августа 2016 год: реванш Артур Осипов против Алексея Мокшина (Нововоронеж).
Девятый бой закончился как и в первый раз, победа нокаутом молнии.
10 сентября 2016 год: Артур Осипов против Оскара Роберто Медины (Аргентина).
В десятом бою Артур завоевал титул чемпиона СНГ, победив бойца из Аргентины техническим нокаутом. Медина имел 42 боя: из них 27 побед.
В сентябре 2016 года прошёл кастинг на шоу «Бой в большом городе», которое устраивает Андрей Михайлович Рябинский (глава российской промоутерской компании «Мир бокса»), но не стал участвовать из-за травмы — разрыв локтевой связки левой руки.
25 февраля 2017 год: Артур Осипов против Руслана Хамикоева (Владикавказ).
В одиннадцатом бою Артур отстоял свои титулы. В 5 раунде отправил своего оппонента в нокаут забив Руслана у канатов.
19 августа 2017 года Артур сделал историю для своего города Мичуринск.
Чёрная молния устроил вечер профессионального бокса, выступив сам в главном бою. На турнире присутствовали главные чины города и области: губернатор Александр Валерьевич Никитин; глава города Мичуринска — Александр Юрьевич Кузнецов; генерал армии — Николай Евгеньевич Рогожкин; генерал-майор полиции Кулик Юрий Павлович. Артур провёл выставочный бой, не вошедший в рекорд, для развития спорта в регионе, одержав победу над боксёром из Рязани.
14 октября 2017 год: Артур Осипов против Владимира Сазонова (Беларусь).
Артур одержал очередную победу нокаутом в Тамбове. Рефери остановил бой во втором раунде, когда Сазонов уже не мог ничего сделать с Осиповым и перестал отвечать. Это была 12 победа.
26 января 2018 год: Артур Осипов против Артёма Карасёва (Литва).
Тринадцатый бой состоялся в Мичуринске, на территории Аграрного университета. На кону стоял пояс Чемпиона СНГ. Артур нокаутировал литовца в 3-м раунде, успешно защитив титул.
27 мая 2018 год: Артур Осипов против Грачика Маргаряна (Москва).
Очередную защиту титула Чемпиона СНГ на ринге «Event-Hall» в Воронеже. Он встречался с Грачиком Маргаряном и одержал победу по очкам. В ходе боя Осипов получил сильное рассечение, а его соперник побывал в нокдауне.

## Интересные факты
- Артура тренирует его родной старший брат Ренат Осипов, живёт и тренируется в родном городе Мичуринске.